# Форт-Дікс (Нью-Джерсі)
Форт-Дікс (англ. Fort Dix) — переписна місцевість (CDP) в США, в окрузі Берлінгтон штату Нью-Джерсі. Населення — 6508 осіб (2020).

## Географія
Форт-Дікс розташований за координатами 40°0′20″ пн. ш. 74°36′40″ зх. д. / 40.00556° пн. ш. 74.61111° зх. д. (40.005611, -74.611072).  За даними Бюро перепису населення США в 2010 році переписна місцевість мала площу 26,91 км², з яких 26,58 км² — суходіл та 0,33 км² — водойми.

## Демографія
Згідно з переписом 2010 року, у переписній місцевості мешкало 7716 осіб у 784 домогосподарствах у складі 590 родин. Густота населення становила 287 осіб/км².  Було 898 помешкань (33/км²).
Расовий склад населення:
| - 52,6 % — білих - 34,5 % — чорних або афроамериканців - 1,9 % — азіатів - 0,7 % — корінних американців - 0,3 % — вихідців з тихоокеанських островів - 6,1 % — осіб інших рас |

До двох чи більше рас належало 4,0 %. Частка іспаномовних становила 21,5 % від усіх жителів.
За віковим діапазоном населення розподілялося таким чином: 12,1 % — особи молодші 18 років, 85,3 % — особи у віці 18—64 років, 2,6 % — особи у віці 65 років та старші. Медіана віку мешканця становила 38,9 року. На 100 осіб жіночої статі у переписній місцевості припадало 522,8 чоловіків;  на 100 жінок у віці від 18 років та старших — 757,5 чоловіків також старших 18 років.
Середній дохід на одне домашнє господарство  становив 67 337 доларів США (медіана — 57 371), а середній дохід на одну сім'ю — 72 497 доларів (медіана — 56 509). Медіана доходів становила 31 302 долари для чоловіків та 41 875 доларів для жінок. 
Цивільне працевлаштоване населення становило 925 осіб. Основні галузі зайнятості: публічна адміністрація — 30,6 %, освіта, охорона здоров'я та соціальна допомога — 14,2 %, мистецтво, розваги та відпочинок — 13,5 %.